# Turowo (województwo wielkopolskie)
Turowo – wieś w Polsce położona w województwie wielkopolskim, w powiecie szamotulskim, w gminie Pniewy.
We wsi sprawnie działa Ochotnicza Straż Pożarna.
Od lat 50. XX w. w Turowie działa Rolnicza Spółdzielnia Produkcyjna.
Wieś szlachecka położona była w 1580 roku w powiecie poznańskim województwa poznańskiego. W latach 1975–1998 wieś administracyjnie należała do województwa poznańskiego.